# Josef Maria Eder
Josef Maria Eder (* 16. März 1855 in Krems an der Donau; † 18. Oktober 1944 in Kitzbühel) war ein österreichischer Fotochemiker, der mit seinen Forschungstätigkeiten rund um die wissenschaftliche Anwendung der Fotografie Weltruf erlangte. Er war der ideelle Gründer der Wiener „k. k. Lehr- und Versuchsanstalt für Photographie und Reproduktionsverfahren“, die er mehr als drei Jahrzehnte leitete. Über seine wissenschaftlichen Arbeiten verfasste er zahlreiche Artikel in Periodika, Büchern und Katalogen, die ein lebendiges Bild von den Anfängen der Fotografie vermitteln.

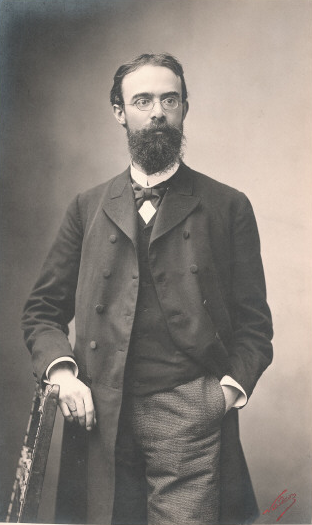
Aufnahme von Nadar (1887)

## Schaffen und Werken
Er war der Sohn des Landgerichtsrates Joseph Eder (1801–1869) und Karoline geb. Borutzky (1828 – ca. 1898). 1885 verheiratete er sich mit Anna geb. Valenta (1859–1941), der Tochter eines Ministerialsekretärs. Im Alter von 89 Jahren starb er in Kitzbühel. Das Ehrengrab für ihn und seine Frau befindet sich auf dem Friedhof in Kitzbühel/Tirol.
Josef Maria Eder studierte von 1871 bis 1875 an der k.k. Technischen Hochschule und an der k.k. Universität Wien Chemie, Physik und Mathematik, und unterrichtete 1878 als Professor der Chemie an der Staats-Oberrealschule in Troppau. Er habilitierte sich 1880 an der k.k. Technischen Hochschule für Photochemie. 1881 arbeitete er mit dem Fototechniker Giuseppe Pizzighelli zusammen. 1882 lehrte er als Professor für Chemie und Physik an der k.k. Staatsgewerbeschule in der Annagasse in Wien und von 1892 bis 1925 als Professor in der für ihn errichteten Lehrkanzel für Photochemie und wissenschaftliche Photographie an der Technischen Hochschule Wien.
Er war Mitglied der Photographischen Gesellschaft. 1885 stellte er seine Idee einer photographischen Unterrichtsanstalt vor. Dadurch kam es 1888 zur Gründung der k. k. Lehr- und Versuchsanstalt für Photographie und Reproduktionsverfahren in Wien. Mit der Organisation und der Leitung wurde Eder beauftragt, die er bis 1922 innehatte. Während der Wirkungszeit Eders diente diese Lehrstätte sowohl der Lehre als auch der Forschung. Mit Unterstützung der Photographischen Gesellschaft wurden Geräte und Apparate für Forschungszwecke angeschafft, u. a. eine Solarkamera von Jacob Wothly. 1887 erschien erstmals Eders „Jahrbuch für Photographie und Reproductionstechnik“, wo er alle technischen Entwicklungen der Fotografie aufzeichnete. Für diese Publikation wurde Eder bald Nachrichtenzentrale und er bekam viele Informationen über wesentliche technische Neuerungen zur Veröffentlichung zugesandt. Eder knüpfte viele Kontakte und korrespondierte unter anderem viele Jahre mit Étienne-Jules Marey. Eder war überdies von 1901 bis 1924 Präsident der Photographischen Gesellschaft.
Eder war unter anderem Mitglied der kaiserlichen Akademie der Wissenschaften in Wien, des k.k. Patentamtes, des Beirates der k. k. Hof- und Staatsdruckerei in Wien, des Kunstrates im k.k. Unterrichtsministerium, der Staatsprüfungskommission an der k.k. Technischen Hochschule in Wien und Vorsitzender des Sachverständigenkollegiums in Angelegenheiten des Urheberrechtes auf dem Gebiete der Fotografie.
Sein „ausführliches Handbuch der Photographie“, in zahlreichen Bänden und vielen Auflagen erschienen, ist auch heute eines der wichtigsten Nachschlagewerke.

## Auszug seiner Errungenschaften

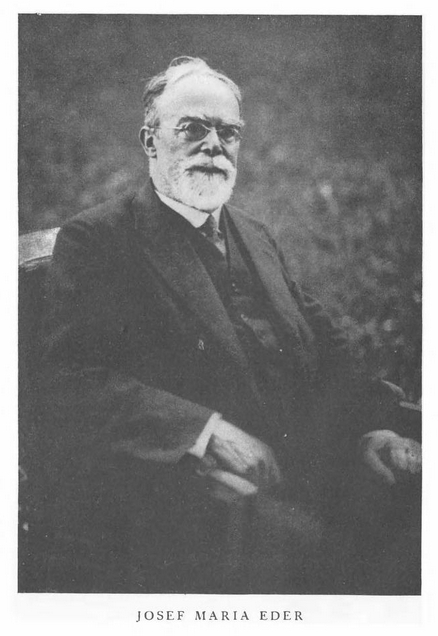
Josef Maria Eder

Eder war ein leidenschaftlicher, praxisorientierter Forscher. Sein weit verzweigtes Netzwerk erlaubte es ihm, an neuen Entdeckungen und Entwicklungen teilzunehmen, diese weiter zu erforschen und zu verfeinern.
Bereits während seiner Studienzeit galt seine Aufmerksamkeit den chemischen Grundlagen der Photographie. Mit seinem Schwager, dem Amateurfotografen Viktor von Tóth erfand er unter anderem 1875 die Bleiverstärkung, später die Färbungsmethoden mit Ferrizyaniden und entdeckte 1880 das Brenzkatechin als Entwickler für Bromsilbergelatine. Eder und Tóth publizierten zahlreiche Berichte in einschlägigen Fachzeitschriften über die Entdeckungen ihrer Versuchsreihen.
Um 1879 entwickelte er dann in Teamarbeit mit dem Fototechniker Giuseppe Pizzighelli das Verfahren mit Chlorsilbergelatine. Unmittelbar danach arbeitete Eder das Verfahren mit Chlorbromsilbergelatine aus. Diese beiden Verfahren waren die Grundsteine für den Aufbau einer Großindustrie im Bereich der Herstellung von Kunstlichtpapieren und Kino-Positivfilmen.
In einer Versuchsreihe im Jahr 1896 gelang es Eder und seinem Kollegen und Schwager Eduard Valenta, die neu entdeckte Wirkung der Röntgenstrahlen auf lichtsensible Substanzen innerhalb von wenigen Tagen drastisch zu verbessern. Die so entstandenen Fotografien lagern heute in der Sammlung der Wiener Höheren Graphischen Bundes-Lehr- und Versuchsanstalt, die aus der damaligen k. k. Lehr- und Versuchsanstalt entstanden ist. Eine Auswahl dieser wissenschaftlichen Heliogravüre wurde 2009 im Rahmen einer Sonderausstellung der Albertina zum Thema „Fotografie und das Unsichtbare“ präsentiert.

## Auszeichnungen und Ehrungen (Auswahl)
- 1876: Voigtländer-Preis der Photographischen Gesellschaft gemeinsam mit Victor Tóth für „der Gesellschaft vorgelegte Arbeiten über Verstärkung der Negative und über Jodierung“
- 1888: Ehrenpreis der Photographischen Gesellschaft für „seine unausgesetzten Forschungen und Publicationen auf dem Gebiete der Photographie und die in den Gesellschaftsversammlungen gehaltenen Vorträge“
- 1889: Wahl zum Mitglied der Deutschen Akademie der Naturforscher Leopoldina[5]
- 1890: Ehrenmitgliedschaft im Camera Club, London
- 1896: Ehrenmitgliedschaft in der Société des Sciences photographiques, Paris
- 1897: Orden der Eisernen Krone, III. Klasse durch den Kaiser von Österreich[6]
- 1907: Ehrenmitgliedschaft der k.k. Gesellschaft der Ärzte in Wien
- 12. Juni 1907: Kompturkreuz des Franz Joseph Ordens durch den Kaiser von Österreich[7]
- 1924: Ehrenpräsident der Photographischen Gesellschaft
- 1916: Mitgliedschaft der Kaiserlichen Akademie der Wissenschaften in der mathematisch-naturwissenschaftlichen Klasse, Wien
- 1916 und 1921: insgesamt zehn Mal für den Chemie-Nobelpreis nominiert[8]
- 1942: Goethe-Medaille für Kunst und Wissenschaft
- Dr.-Josef-Maria-Eder-Gasse ⊙ in Krems

## Schriften und Werke
Er veröffentlichte über 650 Publikationen. Die Geschichte der Photographie wurde in den Jahren 1881 bis 1932 in vier Auflagen, die jedes Mal erweitert wurden, aufgelegt.
- Die photographische Camera und die Momentapparate, Photographica, Berlin 2007, ISBN 978-3-89506-272-8 (Reprint der Ausgabe: Knapp, Halle an der Saale 1892).
- Ausführliches Handbuch der Fotografie:
  - Die photograpischen Objective, ihre Eigenschaften und Prüfung, 4. Heft = 1. Band, Heft 4, Halle/S. 1891,Staats- und Universitätsbibliothek Hamburg
  - Die photograpische Camera und die Momentapparate, 5. Heft = 1. Band, 5. Heft, Halle/S. 1892 Staats- und Universitätsbibliothek Hamburg
  - Einleitung in die Negativ-Verfahren und die Daguerrotypie, Talbotypie und Niepcotypie, 6. Heft = 2. Band, 1. Heft, Halle/S. 1895 Staats- und Universitätsbibliothek Hamburg
  - Das nasse Collodionverfahren, die Ferrotypie und verwandte Processe, sowie die Herstellung von Rasternegativen für Zwecke der Autotypie, 7. Heft = 2. Band, 2. Heft, Halle/S. 1896 Staats- und Universitätsbibliothek Hamburg
  - Das Bromsilber-Collodion- sowie das Orthochromatische Collodion-Verfahren und das Bad-Collodion-Trockenverfahren, 8. Heft = 2. Band, 3. Heft, Halle/S. 1897 Staats- und Universitätsbibliothek Hamburg
  - Die Grundlage der Photographie mit Gelatine-Emulsionen, Band H. 9 = Band. 3, H. 1 Halle a.S. 1902 Staats- und Universitätsbibliothek Hamburg
  - Die Praxis der Photographie mit Gelatine-Emulsionen, 10. Heft = 3. Band, 2. Heft, Halle/S. 1903 Staats- und Universitätsbibliothek Hamburg
  - Die photographischen Copirverfahren mit Silbersalzen (Positiv-Process) auf Salz-, Stärke- und Albumin-Papier etc., 12. Heft = 4. Band, 1. Heft, Halle/S. 1898 Staats- und Universitätsbibliothek Hamburg
  - Die Lichtpausverfahren, die Platinotypie und verschiedene Copirverfahren ohne Silbersalze (Cyanotypie, Tintenbilder, Einstaubverfahren, Urancopien, Anthrakotypie, Negrographie etc.), 13. Heft = 4. Band, 2. Heft, Halle/S.: Knapp 1899 Staats- und Universitätsbibliothek Hamburg

- mit Alfred Hay: Die theoretischen und praktischen Grundlagen der Autotypie, Halle/S., 1928 Universitätsbibliothek Weimar

- Geschichte der Photographie
  - Band 1, Halle/S., 1932, 4., gänzlich umgearb. und verm. Aufl. Universitätsbibliothek Heidelberg
  - Band 2, Halle/S., 1932, 4., gänzlich umgearb. und verm. Aufl. Universitätsbibliothek Heidelberg